# Catalogue of Life
Catalogue of Life je spletna podatkovna zbirka, katere namen je popisati vse oblike življenja na planetu v skladu s standardizirano taksonomijo v obliki javno dostopnega kataloga. Ob zagonu projekta leta 2001 je bilo ocenjeno, da je bil planet dom 1,75 milijona znanih vrst rastlin, živali, gliv in mikroorganizmov. Projekt se izvaja kot skupno prizadevanje severnoameriškega Integriranega taksonomskega informacijskega sistema (ITIS) in dveh mednarodnih organizacij, Global Biodiversity Information Facility (GBIF) ter Species 2000, skupaj s prispevki številnih drugih sodelavcev.
V zbirki je zbranih 77 taksonomskih zbirk podatkov s prispevki več kot 3.000 strokovnjakov iz vsega sveta, prispevki so pregledani. Katalog vsebuje letni seznam (objavljen letno, deseta izdaja vsebuje 1,257,735 vrst) in dinamični seznam Arhivirano 2010-03-30 na Wayback Machine. (manj obsežen, pogosteje posodobljen, vsebuje dodatne kontrolne lokalne sezname vrst).